# Lee Kuan Yew
Lee Kuan Yew (chino: 李光耀, en pinyin: Lǐ Guāngyào, en POJ: Lí Kong-iāu y en hakka: Lí Kông-yeu) (nacido Harry Lee Kuan Yew; Singapur, Colonias del Estrecho; 16 de septiembre de 1923-Ibidem, 23 de marzo de 2015) a menudo referido por sus iniciales LKY, fue un abogado, estadista y político singapurense. Del 5 de junio de 1959 al 28 de noviembre de 1990 ejerció como primer ministro de Singapur, del 28 de noviembre de 1990 al 12 de agosto de 2004 como Ministro Mayor de Singapur y del 12 de agosto de 2004 al 21 de mayo de 2011 como Ministro Mentor de Singapur.
Como cofundador y primer secretario general del Partido de Acción Popular (PAP), ganó las elecciones generales de Singapur de 1959, participó en la separación de Singapur de la Federación Malaya en 1965 y en las transformaciones de una colonia relativamente subdesarrollada sin recursos en el primer mundo. Fue una de las figuras políticas más influyentes del Sudeste Asiático.
Bajo la administración del segundo primer ministro de Singapur, Goh Chok Tong, trabajó como ministro Senior. Ostentó el cargo de ministro Mentor, un puesto creado por su hijo, Lee Hsien Loong, que se convirtió en el tercer primer ministro el 12 de agosto de 2004.
Sergei Guriev y Daniel Treisman consideran a Lee Kuan Yem un dictador, pionero en una nueva forma de dictadura con apariencia democrática que denominan «dictadura de la manipulación» (spin dictatorship).

## Biografía
Descendiente de una familia adinerada de etnia china, Lee nació el 16 de septiembre de 1923 en el Singapur bajo dominio británico (92 Kampong Java Road de Singapur). Sus padres eran Lee Chin Koon y Chua Jim Neo. Lee se graduó de la Universidad de Cambridge (en el Fitzwilliam College) y regresó a su país para comenzar su carrera política.
En 1950 se casó oficialmente con Kwa Geok Choo, con quien tuvo dos hijos, Lee Hsien Loong y Lee Hsien Yang, y una hija, Lee Wei Ling.
En 1954, fue cofundador del Partido de Acción Popular (PAP) y se convirtió en su líder. Después de ganar las elecciones de 1959, fue elegido en primer primer ministro de Singapur.

## Trayectoria política
Cuando terminó sus estudios en Londres, regresó a Singapur, empezó a mejorar su mandarín y hokkien, prestando más interés a los valores asiáticos, entró a militar en el Partido de Acción Popular (PAP).

### Primer ministro, antes de la independencia (1959-1965)
Las elecciones generales de Singapur de 1959 se llevaron a cabo el 30 de mayo para renovar los 51 escaños de la Asamblea Legislativa. Fueron los primeros comicios realizados en la isla desde el autogobierno, los segundos bajo sufragio universal y los primeros donde se implementó el voto obligatorio. Además, la nueva Asamblea Legislativa sería completamente electa, ya sin escaños designados por el gobierno colonial.

#### Fusión con Malasia (1963-1965)
El Gobierno Federal de Malasia, dominado por la Organización Nacional de los Malayos Unidos (UMNO), estaba preocupado de que mientras Singapur permaneciera en la Federación, la política de apartheid de acción afirmativa para los malayos como población indígena primordial contra los otros grupos étnicos se vería socavada y por lo tanto contraria a su agenda para abordar las disparidades económicas entre grupos raciales. Una de las principales preocupaciones fue que el PAP siguió ignorando estas disparidades en sus reiteradas promesas de una «Malasia igualitaria»: el trato igualitario de todas las razas en Malasia por parte del gobierno, que debería servir a los ciudadanos malasios sin tener en cuenta las condiciones económicas de ninguna carrera particular. Otro contribuyente fue el temor de que el dominio económico del puerto de Singapur inevitablemente desplazaría el poder político de Kuala Lumpur a tiempo, si Singapur permanecía en la Federación.

### Primer ministro, después de la independencia (1965-1990)

#### 1965 - 1979
Después de obtener la independencia, el futuro de Singapur se plago de incertidumbre. La confrontación con Indonesia continuaba, y la facción más conservadora de la UMNO se oponía a la separación, pues Singapur se encontraba en serios peligros de ser atacado por el ejército de Indonesia y podía ser readmitido forzosamente en la federación de Malasia bajo condiciones desfavorables. Singapur solicitó de inmediato el reconocimiento internacional de su soberanía. Entró en las Naciones Unidas el 21 de septiembre de 1965 y en la Mancomunidad Británica de Naciones en octubre del mismo año. El ministro de asuntos exteriores Sinnathamby Rajaratnam encabezó un nuevo servicio exterior, ayudó en la firma de la independencia de Singapur, y mantuvo relaciones públicas con otros países. Más tarde, el 8 de agosto de 1967, Singapur cofundó la Asociación de Naciones del Sudeste Asiático y en 1970 fue admitida en el Movimiento de Países No Alineados.

#### Décadas de 1980 y 1990

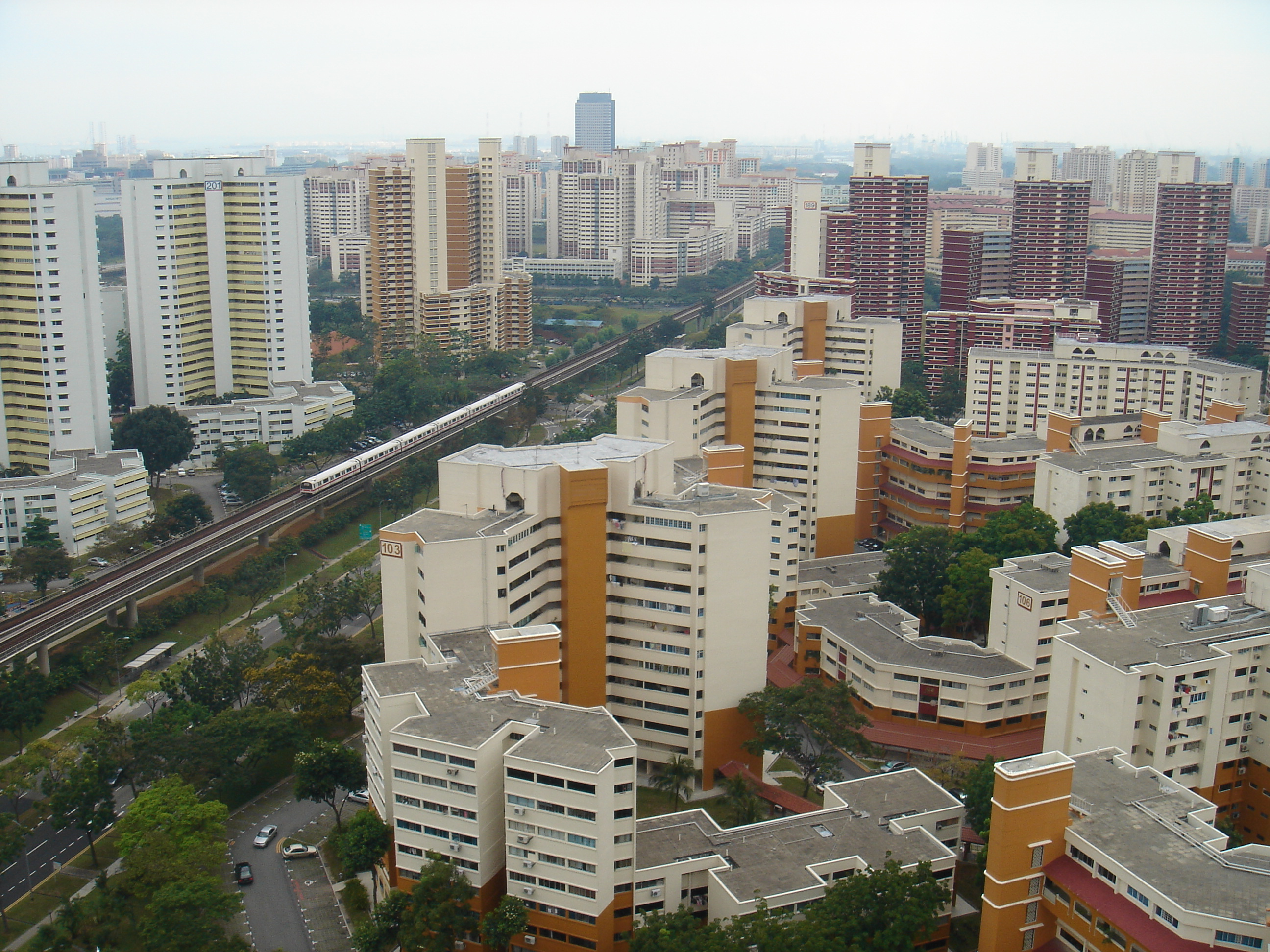
Vista aérea de Bukit Batok, Singapur. En la fotografía pueden observarse los complejos urbanísticos y la gran cantidad de apartamentos y rascacielos.

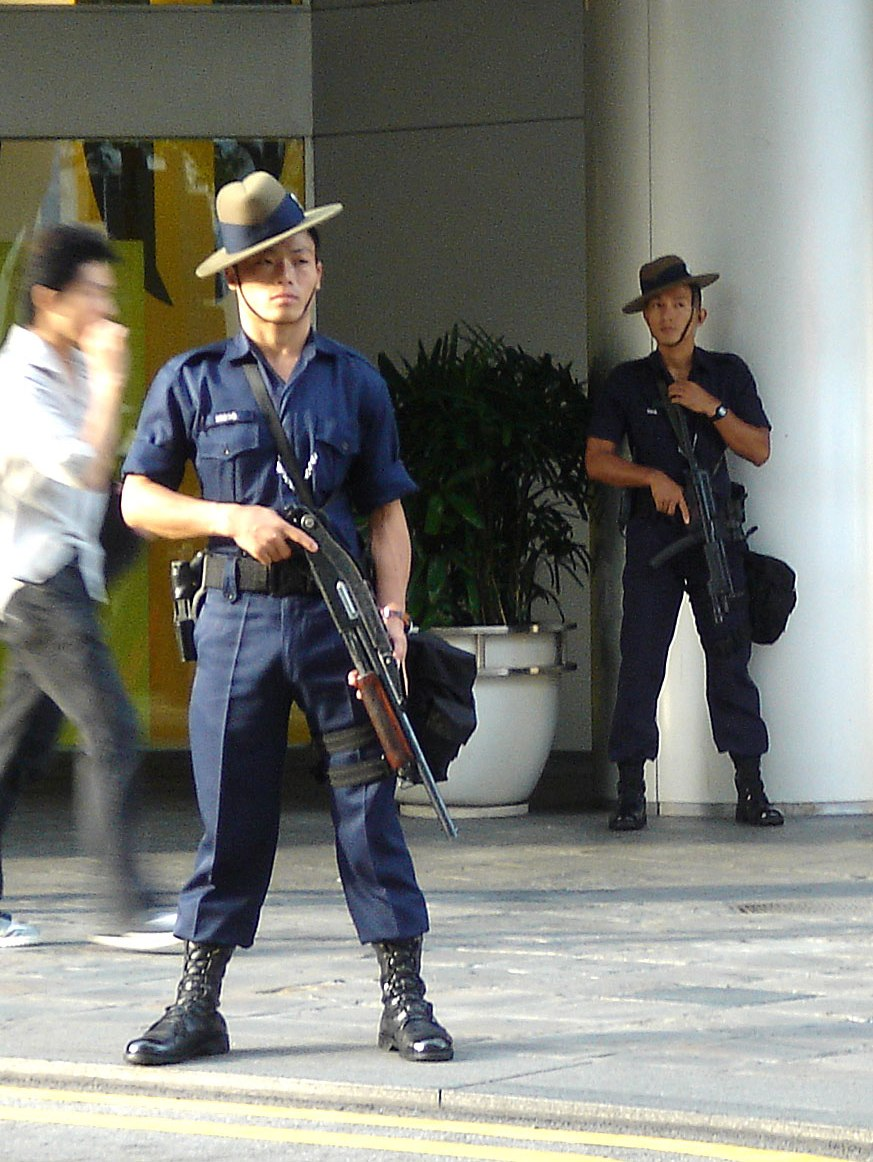
Agentes de Gurkha en Raffles City, Singapur. Las medidas de seguridad se incrementaron debido a las amenazas terroristas.

El desarrollo económico de Singapur continúa en la década de 1980, cayendo el desempleo un 3% y creciendo el PIB un promedio del 8% hasta 1999. Durante esta década, Singapur comenzó a mejorar sus industrias tecnológicamente, como el sector de la fabricación de circuitos integrados, con el fin de competir contra la mano de obra más barata de los países vecinos. En 1981 el Aeropuerto Internacional de Singapur abre sus puertas y Singapore Airlines se convertirá con el tiempo en una de las principales líneas aéreas del mundo. El Puerto de Singapur sobresalió como uno de los puertos más activos del mundo, y el turismo y sector servicios también creció de forma descomunal durante este período. Singapur se convierte así en un importante centro de transporte y en un importante destino turístico.
La Junta de Desarrollo de Vivienda continuó la promoción de apartamentos públicos en ciudades especialmente diseñadas y construidas para este fin, como Ang Mo Kio. Estos nuevos complejos residenciales eran mucho más altos y confortables que los anteriores. En la actualidad, entre el 80% y el 90% de la población vive en estos apartamentos públicos. En 1987 se pone en funcionamiento la primera línea del Metro de Singapur, conectando el centro de la ciudad con los principales complejos residenciales.
La situación política de Singapur atravesaba un momento de estabilidad, y continuaba en dominio del Partido de acción popular, partido que monopolizó el parlamento del país durante 15 años seguidos, desde 1966 hasta 1981, ganando en dicho período todos los escaños en las elecciones. Algunos activistas y opositores al partido lo tachaban de autoritario al ver como una violación de los derechos políticos la estricta regulación política de la que hacía uso el partido y las actividades sobre los medios de comunicación. Los partidos de la oposición han citado varios ejemplos de este autoritarismo, como la condena del opositor político Chee Soon Juan por protestas ilegales, y las demandas contra J.B. Jeyaretnam. El hecho de no poseer separación de poderes entre el gobierno y el sistema judicial ha dado lugar a gran cantidad de acusaciones de errores judiciales por parte de los partidos de la oposición.
El gobierno de Singapur sufrió grandes modificaciones. En 1984 se introdujeron los Miembros del Parlamento no Constitucionales, estos eran miembros de la oposición que formaban parte del parlamento de Singapur a pesar de que no ganaron dicho puesto en las elecciones, y se hacía para que la oposición tuviera una mínima representación en el parlamento. Hasta tres líderes de los partidos de la oposición podían ocupar estos puestos. En 1988 se introdujo la Circunscripción de Singapur para garantizar la representación de las minorías en el parlamento. En 1990 surgen los Miembros Nominados del Parlamento para permitir la participación de electorado no elegido y externo al partido. En 1991 se modifica la Constitución de Singapur para permitir que el Presidente de Singapur posea poder de veto en el uso de reservas nacionales y en los nombramientos a cargos públicos. Los partidos de la oposición se quejaban de que la circunscripción de Singapur les ponía obstáculos para entrar en el parlamento, y el escrutinio uninominal mayoritario que se ejercía entonces perjudicaba a los partidos minoritarios.
En 1990, Lee Kuan Yew se retiró del poder y nombró a Goh Chok Tong como el nuevo primer ministro del país. Goh presentaba una forma de liderazgo mucho más abierta y consultiva, más propicia a la modernización que estaba por venir. En 1997, Singapur sufrió los efectos de la crisis financiera asiática e introdujo varias medidas, como cortes en la contribución con el Central Provident Fund, pero, a pesar de ello, y según un informe del Foro Económico Mundial del mismo año, Singapur continuaba siendo el país más competitivo del mundo. En 1999, Sellapan Ramanathan Nathan fue nombrado jefe del estado.

## Enfermedad y muerte
El 15 de febrero de 2013, Lee ingresó en el Hospital General de Singapur tras una arritmia cardíaca prolongada, seguida de una breve interrupción del flujo sanguíneo al cerebro. Por primera vez en su carrera como miembro del Parlamento (MP), Lee se perdió la cena anual de Año Nuevo Chino en su circunscripción, donde se suponía que sería el invitado de honor. Posteriormente fue dado de alta, pero continuó recibiendo terapia anticoagulante.
Al año siguiente, Lee se perdió la cena de Año Nuevo Chino de su circunscripción por segunda vez consecutiva debido a una invasión bacteriana corporal. En abril de 2014, se publicó en línea una foto que mostraba a un Lee delgado y frágil, lo que provocó fuertes reacciones de los internautas. Según la hija de Lee, Lee Wei Ling, Lee había discutido la eutanasia, que no es una opción legal en Singapur.
El 5 de febrero de 2015, Lee fue hospitalizado por neumonía y conectado a un respirador artificial en la unidad de cuidados intensivos del Hospital General de Singapur, aunque inicialmente se reportó como «estable». Una actualización del 26 de febrero indicó que nuevamente estaba recibiendo antibióticos, mientras se encontraba sedado y aún con ventilación mecánica. Del 17 al 22 de marzo, Lee continuó debilitándose debido a una infección que desarrolló mientras estaba con soporte vital, y se le describió como «en estado crítico».
El 18 de marzo de ese año, un sitio web falso sobre la muerte de Lee difundió noticias falsas. El sospechoso es un menor no identificado que creó una página web falsa que imitaba el sitio web oficial de la Oficina del primer ministro. Varias organizaciones internacionales de noticias informaron sobre la muerte de Lee basándose en esto y posteriormente se retractaron.
El 23 de ese mismo mes, el primer ministro de Singapur, Lee Hsien Loong, anunció la muerte de su padre a la edad de 91 años. Lee había fallecido a las 03:18 hora estándar de Singapur (UTC+08:00). Se llevó a cabo una semana de luto nacional, durante la cual Lee permaneció en el altar en el Parlamento. Como muestra de respeto, las banderas estatales en todos los edificios gubernamentales ondearon a media asta. Durante este tiempo, 1,7 millones de residentes de Singapur, así como líderes mundiales, le rindieron homenaje en el Parlamento y en los sitios de homenaje comunitarios de todo el país. El 29 de ese mismo mes se celebró un funeral de estado para Lee, al que asistieron líderes mundiales. Más tarde ese mismo día, Lee fue incinerado en una ceremonia privada en el Crematorio Mandai.

## Legado
Con el Partido de Acción Popular (PAP), Lee Kuan Yew fue primer ministro de Singapur de 1959 a 1990. Por ello, se le recuerda como «padre de la patria». Ejerció un gobierno estricto en lo social, pero profundamente capitalista y neoliberal, que impulsó la economía de la joven nación hasta convertirla en uno de los países más competitivos del mundo.
Lee también fue un defensor del papel activo del gobierno en la economía y promovió políticas que fomentaron la inversión extranjera y el desarrollo de industrias clave, como la electrónica y la informática. Además, implementó políticas sociales que mejoraron la educación, la vivienda y la atención médica para los ciudadanos de Singapur.
Durante su mandato promovió la idea de los valores asiáticos, frente al concepto de democracia occidental, como modelo de desarrollo para las sociedades de Asia Oriental. Así, el gobierno del Singapur independiente se ha caracterizado por la rigidez en la aplicación de sus reglamentaciones, con medidas controvertidas como la prohibición de comerciar el chicle. Por ello, así como la aplicación de otras polémicas medidas, le fue concedido el Premio Ig Nobel de Psicología en 1994. Igualmente, a veces fueron controvertidos sus intentos de ingeniería social, o la idea de construir una Gran China formada por los chinos de todo el mundo. «La afinidad de raza, cultura y lengua es la base de las relaciones de negocios», dijo en una ocasión.
Ciertos observadores afirmaron que algunas de sus medidas contribuyeron al éxito económico de Singapur, lugar famoso por la limpieza de sus calles y los bajos índices de delincuencia. Sin embargo, otros denunciaron este carácter autoritario, acusando a Lee de dictador.
Lee, a pesar de haber dejado el cargo de primer ministro en 1990, siguió en el gobierno como ministro sin cartera; primero como Senior Minister mientras Goh Chok Tong fue primer ministro hasta 2004; y desde entonces Mentor Minister, pues cuando su hijo Lee Hsien Loong sustituyó a Goh Chok Tong como primer ministro, este último asumió el cargo de Senior Minister. 
El impacto de las políticas de Lee en Singapur ha sido ampliamente reconocido. Según un artículo publicado por la BBC en 2015, Singapur ha pasado de ser una «isla desesperadamente pobre y subdesarrollada» a ser una «nación rica y próspera». Además, Singapur ocupa regularmente los primeros lugares en rankings de competitividad y facilidad para hacer negocios.
Sin embargo, el legado de Lee no está exento de controversia. Algunos críticos argumentan que sus políticas económicas estaban demasiado centradas en el crecimiento y no daban suficiente importancia a los derechos civiles y la libertad política. Otros han criticado su manejo de la prensa y los derechos humanos. Muchos aplaudieron su modelo de desarrollo económico y otros consideraron que este se alcanzó en detrimento de una sociedad plenamente democrática.
A pesar de estas críticas, el impacto de Lee en Singapur y en la política internacional sigue siendo indudable. Su liderazgo visionario y sus políticas innovadoras han convertido a Singapur en un modelo de desarrollo económico para muchos países en desarrollo. Su legado como el «Padre de Singapur» seguirá siendo recordado por mucho tiempo.